# Ninian Lindsay
Pour les articles homonymes, voir Lindsay.
Ninian Lindsay est un homme politique néo-brunswickois d'origine irlandaise, né en 1753 et mort le 25 février 1828. Il représente la circonscription de Charlotte à la 4e législature du Nouveau-Brunswick de 1802 à 1809.
Lindsay s'installe à Saint-Stephen, au Nouveau-Brunswick, vers 1786. Il est marié à Hannah Marks et a huit enfants.